# Исакссон, Мартин
Мартин Исакссон (швед. Martin Isaksson; 20 июня 1921, Финляндия — 16 декабря 2001, Мариехамн) — политик Аландских островов; премьер-министр (1967—1972) правительства Аландов; писатель и историк.

## Биография
Родился 20 июня 1921 года в Финляндии.
В качестве депутата Парламента Аландских островов.
С 28 марта 1967 по 1 июля 1972 года был премьер-министром правительства Аландов.
С 1 июля 1972 по 1 октября 1982 года был губернатором Аландских островов.
С 1982 по 1985 год был первым послом Финляндии в Исландии.
Скончался 16 декабря 2001 года в Мариехамне на Аландских островах.
Является автором ряда работ по истории Аландских островов в период Российского протектората, биографии первого премьер-министра Аландских островов Карла Бьёркмана и мемуаров.